# Ян Аттельмаєр
Ян Аттельмаєр (пол. Jan Attelmajer, лат. Joannes Baptista Attelmaier) — львівський міщанин XVII ст. Член колегії сорока мужів (1640-1644), лавник (1644-1652) та міський райця (1652-1666). Бурмистр Львова (1655, 1657, 1659, 1661) та війт (1663).
Як бурмистр Львова, керував обороною міста під час облоги московським і козацьким військом під проводом Василія Бутурліна та Богдана Хмельницького у вересні-жовтні 1655 р. Місто успішно оборонялося і не погодилося на вимоги присягти на вірність московському царю, і зрештою, Бутурлін та Хмельницький були змушені зняти облогу, що означало невдачу в поході на Галичину.
Належав до одного з найбагатших родів львівських патриціїв. Під час першої облоги міста Богданом Хмельницьким в 1648 році, згідно зі списком найбагатших львів'ян, складеним міською радою, його статки складали 120 тисяч злотих. За цим показником Аттельмаєр був найбагатшим серед львівських міщан латинського обряду і поступався лише русинові Іванові Мазаракі та вірменинові Янові Вартеришовичові.
В 1641 р. взяв в оренду міські лани, на території яких знаходиться сьогодні міський парк "Погулянка", де заклав пасіку та розселив селян-орендаторів («аттельмаєрівська пасіка»). Досі витік Полтви, який починається на Погулянці, називається Пасікою.
Донька Аґнєшка, в шлюбі з Мацеєм Кучанковичем, львівським райцею та бурмистром.
Донька Христина, в шлюбі з краківським райцею та бурмистром Миколаєм Кроликом.